# Vitomir Korać
Vitomir Korać (ur. 14 kwietnia 1877 w Šidzie, zm. 8 września 1941 w Iriškim Venacu) – chorwacki i jugosłowiański polityk oraz publicysta.

## Życiorys
Studia odbył w Šidzie i Šabacu. W 1895 roku przystąpił do ruchu socjalistycznego w Šidzie. Rok później został członkiem kierownictwa Socjaldemokratycznej Partii Chorwacji i Slawonii. Z powodu swojej działalności był pozbawiany wolności. Sprzeciwiał się rządom Károlya Khuena-Héderváry’ego i opowiadał się za współpracą socjaldemokratów z partiami obywatelskimi. W 1905 roku został członkiem Koalicji Chorwacko-Serbskiej. W latach 1908–1910 był posłem do parlamentu chorwackiego wybranym z okręgu Šidu.
Po I wojnie światowej był członkiem Rady Narodowej Słoweńców, Chorwatów i Serbów. W latach 1918–1920 był ministrem polityki społecznej Królestwa Serbów, Chorwatów i Słoweńców. Był zwolennikiem tzw. „prawego skrzydła” Socjalistycznej Partii Robotniczej Jugosławii (SPRJ) i sprzeciwiał się bolszewizmowi. W 1921 roku brał udział w utworzeniu Socjalistycznej Partii Jugosławii. Po odejściu z polityki poświęcił się pracy wydawniczej i publicystyce.